# Joseph Neale McKenna
Joseph Neale McKenna (1819  - 15 août 1906) est un banquier et homme politique irlandais.
Il est député pour Youghal de 1865 à 1868 et pour South Monaghan de 1885 à 1892, représentant la Home Rule League et son successeur le Parti parlementaire irlandais de 1874 à 1885 à la Chambre des communes du Royaume-Uni de Grande-Bretagne et Irlande. Il est l'un des premiers participants au mouvement de Home Rule, dirigé par Isaac Butt, et joue un rôle de premier plan dans la formation de la pensée nationaliste irlandaise sur la surimposition de l'Irlande. Il est fait chevalier en 1867 et est magistrat et lieutenant adjoint du comté de Cork et magistrat du comté de Waterford.

## Biographie
Catholique, il est né à Dublin, le fils de Michael McKenna et fait ses études au Trinity College de Dublin. En 1842, il épouse Esther Louise Howe de Dublin et, après sa mort, épouse Amelia, veuve de RW Hole. Il est admis au barreau irlandais en 1849 . Il est un financier compétent, et est président de la Banque nationale d'Irlande et est devenu riche.
Il entre au Parlement en tant que député de Youghal, dans le comté de Cork, aux élections générales de 1865, battant le président sortant Isaac Butt, le dernier leader du Home Rule, par 122 voix contre 30, l'électorat étant alors de 237 votants. Les deux ont été libéraux. McKenna perd le siège face à Christopher Weguelin, également libéral, en 1868 par 127 voix contre 106, et accepte la défaite bien que l'élection de Weguelin ait été déclarée nulle en raison de la corruption.
McKenna rejoint la Home Government Association en septembre 1873. Il assiste à la conférence de fondation de la Home Rule League à Dublin du 18 au 21 novembre 1873 et propose l'une des résolutions. En 1874, McKenna se présente comme candidat de l'autonomie à Youghal et regagne le siège. Il bat également un nouveau candidat conservateur en 1880.
McKenna travaille en étroite collaboration avec Isaac Butt et participe à l'obstruction parlementaire avec les membres irlandais les plus radicaux, dont Joseph Biggar. Mais dans le vote vital du 17 mai 1880 dans lequel Parnell remplace William Shaw comme président du Parti parlementaire irlandais, McKenna vote pour Shaw.
Les élections générales de 1885 se déroulent sur de nouvelles circonscriptions, avec un électorat considérablement élargi. McKenna a un soutien insuffisant pour se présenter dans la nouvelle circonscription de East Cork dans laquelle Youghal a été absorbé et se présente à South Monaghan, où il bat un conservateur par près de cinq contre un en 1885 et un unioniste par une marge similaire en 1886.
Lorsque le Parti parlementaire irlandais se sépare en décembre 1890 sur la direction de Parnell, McKenna rejoint la minorité Parnellite qui soutient Parnell. Il est l'un des deux seuls députés à s'être opposés à la prise de contrôle de Parnell lors du vote de mai 1880 et à soutenir Parnell lors de la scission de 1890, l'autre étant Richard Power.
McKenna prend sa retraite aux élections générales suivantes en 1892, alors qu'il a bien plus de 70 ans.

## Publications
- Discours de Joseph Neale McKenna Esq., Député, à ses mandants à Youghal Court House, 21 septembre 1866, Londres, Keating & Co., 1866
- Déclaration de Sir JN McKenna aux actionnaires de la Banque nationale, Londres, imprimée pour circulation privée, 1869
- La Banque nationale: un cas avec preuves, Londres, Wertheimer, Lea, 1870
- L'incidence de la fiscalité impériale sur l'Irlande : un discours prononcé à la Rotonde, Dublin, le mardi 2 novembre 1875, Dublin, Irish Home Rule League, 1876
- Fiscalité impériale: le cas de l'Irlande clairement exposé pour l'information du peuple anglais et des autres qu'il peut concerner, Londres, Rivingtons, Waterloo Place, 1883
- La question foncière irlandaise. Où se trouvent les fonds pour sa solution, etc. Londres, W. Ridgway, 1887
- L'argent, la question brûlante du siècle. Une analyse et une exposition de celui-ci. Londres, Chapman et Hall, 1894

## Sources
- TP O'Connor, Le mouvement Parnell, Londres, Kegan, Paul, Trench & Co., 1886
- The Times (Londres), 27 novembre 1885, 17 août 1906
- David Thornley, Isaac Butt et Home Rule, Londres, Macgibbon & Kee, 1964
- Brian M. Walker (éd. ), Résultats des élections parlementaires en Irlande, 1801-1922, Dublin, Royal Irish Academy, 1978
- Qui était qui, 1897-1916